# Dorothy B. Hughes
Pour les articles homonymes, voir Hughes.
Œuvres principales
- Chute libre (1942)
- Et tournent les chevaux de bois (1946)
- Tuer ma solitude ou Un homme dans la brume (1947)

Dorothy Belle Hughes (née Dorothy Belle Flanagan), née le 10 août 1904 à Kansas City, dans le Kansas, et morte le 6 mai 1993 à Ashland (Oregon), est une journaliste et auteur américaine de roman policier.

## Biographie
Dorothy Belle Flanagan nait le 10 août 1904 à Kansas City d'un père journaliste et d'une mère enseignante et musicienne.
C'est à l'âge de six ans qu'elle fait remonter son goût pour l'écriture, ce qui la conduit à renoncer à une carrière de musicienne, comme son entourage le lui conseille, et à entreprendre des études de journalisme à l'université du Missouri. Diplômée en 1924, elle devient professeur puis travaille très vite pour des journaux dans sa ville natale, dans l'Est puis au Nouveau-Mexique et à New York, tout en poursuivant en parallèle des études à l'université du Nouveau Mexique, puis à l'université Columbia de New York.
Sa première publication littéraire, en 1931, est un recueil de poèmes pour lequel elle reçoit une récompense du Yale Series of Younger Poets. À la suite de son mariage avec Levi Allen Hughes Jr, en 1932, elle s'installe à Santa Fe (Nouveau Mexique), collaborant notamment au Santa Fe New Mexican,.
Après plusieurs ouvrages non publiés, son premier roman La Boule bleue paraît en 1940 - un récit de chasse au trésor - doit être refondu à la demande de son éditeur, qui exige qu'elle supprime 25 000 mots. Ce serait l'origine du style sobre très marqué de Dorothy B. Hughes dans ses romans policiers et qui assure son succès en librairie et au cinéma...
Elle publie environ un livre par an jusqu'en 1952, date à laquelle elle préfère privilégier sa vie de famille à Santa Fe. Pendant près de 40 ans, jusqu'en 1979, elle maintient toutefois une activité de critique littéraire spécialisée sur les publications policières dans plusieurs quotidiens américains.
Elle reprend la plume littéraire en 1961, mais pour une biographie d'Erle Stanley Gardner en 1978 qui lui vaut un Edgar du Mystery Writers of America.
Les histoires racontées par Dorothy B. Hughes sont rehaussées par les pensées inquiètes des personnages à travers lesquelles le lecteur suit le déroulement d'une histoire inéluctablement tragique.
Quelques ouvrages ont été publiés et réédités en France, de manière disparate, par plusieurs maisons d'édition.
Elle se voit décerner l'Edgar du Grand Maître (Grand Master Award) en 1978.

## Œuvre

### Romans
- The So-Blue Marble (1940) Publié en français sous le titre La Boule bleue, Genève, Ditis Détective-club Suisse no 34, 1947 ; réédition, Paris, J'ai lu coll. « Police » no 53, 1967 ; réédition Paris, Neo, coll. « Le miroir obscur » no 63, 1981 ; réédition, Paris, Librairie des Champs-Élysées, coll. « Le Masque » no 2070, 1991
- The Cross-Eyed Bear (1940) Publié en français sous le titre L'ours a fait son testament, Paris, Éditions des Deux Mondes, coll. « La Main rouge » no 2, 1949
- The Bamboo Blonde (1941) Publié en français sous le titre La Blonde du Bar Bambou, Paris, Éditions des Deux Mondes, coll. « La Main rouge » no 20, 1950
- The Fallen Sparrow (1942) Publié en français sous le titre Chute libre, Paris, Christian Bourgois, coll. « Série B », 1984 ; réédition, Paris, J'ai lu no 2275, 1987 ; réédition, Paris, Rivages, coll. « Rivages/Noir » no 211, 1995
- The Blackbirder (1943)
- The Delicate Ape (1944)
- Johnnie (1944)
- Dread Journey (1945) Publié en français sous le titre Voyage sans fin, Genève, Ditis, coll. « Détective Club Suisse » no 39, 1948 ; réédition, Paris, Ditis, coll. « Détective Club » no 73, 1953 ; réédition, Paris, J'ai lu coll. « Police » no 65, 1968 ;  réédition, Paris, Librairie des Champs-Élysées, coll. « Le Masque » no 2043, 1991
- Ride the Pink Horse (1946) Publié en français sous le titre Et tournent les chevaux de bois, Paris, Christian Bourgois, 1984 ; réédition, J'ai lu no 1960, 1986 ; réédition, Paris, Rivages, coll. « Rivages/Noir » no 189, 1994 ; Paris, Cercle Polar, 2002
- The Scarlet Imperial ou Kiss for a Killer (1946)
- In a Lonely Place (1947) Publié en français sous le titre Tuer ma solitude, Paris, Presses de la Cité, coll. « Un mystère » no 59, 1951 ; réédition, Paris, Presses de la Cité, coll. « Classiques du roman policier » no 7, 1979 Publié en français dans une nouvelle traduction intégrale sous le titre Un homme dans la brume, traduit par Simon Baril, Paris, Payot & Rivages, coll. « Rivages/Noir » no 1075, 2019  (ISBN 978-2-7436-4754-4)
- The Kid Barbecue (1949)
- The Candy Kid (1950)
- The Davidian Report ou The Doby on the Bench (1952)
- The Expendable Man (1963) Publié en français sous le titre À jeter aux chiens, Paris, Gallimard, coll. « Panique » no 21, 1963 ; réédition, Paris, Gallimard, coll. « Série noire » no 1617, 1973 ; réédition Paris, Gallimard, coll. « Carré noir » no 492, 1983 ; réédition Paris, Joëlle Lossfeld, coll. « Arcanes », 2003

### Nouvelles
- The Wobblefoot (1942)
- The Lady Had a Lion (1943)
- The Spitting Tongue (1945)
- The Spotted Pup (1945)
- The Homecoming (1947)
- You Killed Miranda (1958) Publié en français sous le titre Vous avez tué Miranda, Paris, Fayard, Le Saint détective magazine no 56, octobre 1959
- The Black and White Blues (1959)
- Summer Is for Loving (1961)
- The Granny Woman (1963)
- Danger at Deerfawn (1964) Publié en français sous le titre Danger à Deerfawn, Paris, Opta, Mystère magazine no 224, septembre 1966
- Everybody Needs a Mink (1965) Publié en français sous le titre Le Cadeau inattendu, Paris, Fayard, Le Saint détective magazine no 127, septembre 1965

### Autres ouvrages
- Dark Certainly (1931) - poèmes
- Pueblo on the mesa: The first 50 years of the University of New Mexico (1939) - étude historique
- The Black and White Blues (1959) - recueil de nouvelles
- Erle Stanley Gardner: The Case of the Real Perry Mason (1978) - biographie

## Adaptations

### Au cinéma
- 1943 : Nid d'espions (The Fallen Sparrow), film américain réalisé par Richard Wallace, d'après le roman Chute libre (The Fallen Sparrow), avec John Garfield, Maureen O'Hara et Walter Slezak
- 1947 : Et tournent les chevaux de bois (Ride the Pink Horse), film américain réalisé par Robert Montgomery, d'après le roman éponyme, avec Robert Montgomery, Thomas Gomez, Wanda Hendrix et Rita Conde
- 1950 : Le Violent (In a Lonely Place), film américain réalisé par Nicholas Ray, d'après le roman Tuer ma solitude ou Un homme dans la brume (In a Lonely Place), avec Humphrey Bogart, Gloria Grahame, Frank Lovejoy et Carl Benton Reid

### À la télévision
- 1964 : The Hanged Man, téléfilm américain réalisé par Don Siegel, d'après le roman Chute libre (The Fallen Sparrow), avec Robert Culp, Edmond O'Brien

## Sources
- Jacques Baudou et Jean-Jacques Schleret, Les Métamorphoses de la chouette : Détective-club, Paris, Futuropolis, 1986 (ISBN 978-2-737-65488-6), p. 89-92.
- Claude Mesplède et Jean-Jacques Schleret, SN, voyage au bout de la Noire : inventaire de 732 auteurs et de leurs œuvres publiés en séries Noire et Blème : suivi d'une filmographie complète, Paris, Futuropolis, 1982 (OCLC 11972030), p. 197-198.
- Claude Mesplède, Dictionnaire des littératures policières, vol. 1 : A - I, Nantes, Joseph K, coll. « Temps noir », 2007, 1054 p. (ISBN 978-2-910-68644-4, OCLC 315873251), p. 1013-1014.